# Zweder Uterlo
Zweder Uterlo (gestorven op 22 april 1378) was een Nederlands geestelijke.
Zweder was kanunnik van het Domkapittel en vicaris-generaal (plaatsvervanger) van het bisdom Utrecht onder bisschop Jan van Arkel. Hij hielp mee met de bouw in 1347 of 1348 van kasteel Ter Eem, dat de noordgrens van het Sticht moest beschermen tegen de aanvallen van de graven van Holland. Omdat bisschop Jan van Arkel de bouwkosten niet kon vergoeden kreeg Zweder het kasteel in onderpand. Toen de bisschop in 1352 de schuld wilde aflossen, weigerde Zweder Uterlo het kasteel te verlaten. Na een periode van strijd wist de bisschop het kasteel te veroveren met hulp van de stad Utrecht. Zweder klom als geestelijke op tot proost Sint Pieter en in 1363 ten slotte tot Domproost. Na de dood van bisschop Jan van Virneburg op 23 juni 1371 schoof het Domkapittel zijn proost Zweder naar voren als kandidaat voor de Utrechtse zetel. De andere kapittels weigerden daarin mee te gaan en kozen op 30 juni in afwezigheid van het domkapittel in meerderheid Arnold van Horne. Zweder had echter ook aanhangers, en deze trokken naar Deventer om met het daar aanwezige Domkapittel op 9 juli voor Zweder te stemmen. Beide partijen wilden hun keuze aan de paus voordragen, maar die had alle bisdommen aan zich gereserveerd en, eveneens op 9 juli, Arnold tot bisschop benoemd. 
Zweder werd begraven in de Dom van Utrecht.